# Baie de Jade
Pour les articles homonymes, voir Jade (homonymie).

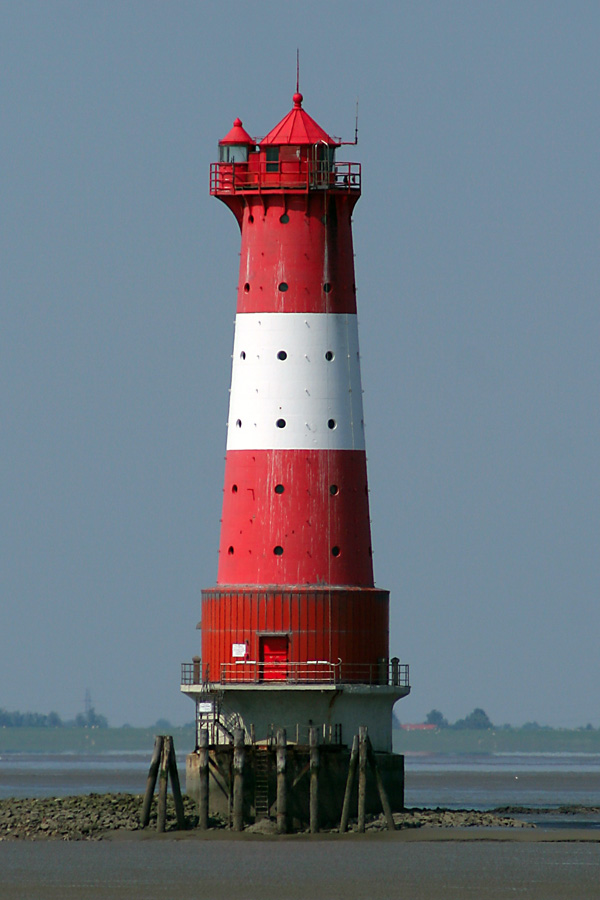
Le phare d'Arngast dans la baie de Jade.

La baie de Jade (en allemand Jadebusen) est une baie de la côte allemande de la mer du Nord.
D'une superficie d'environ 190 km2, elle a en grande partie été créée par l'envahissement de la mer lors de tempêtes maritimes aux XIIIe et XVIe siècles et par la Jade.
Le port de Wilhelmshaven se trouve sur la côte occidentale de cette baie et la phare d'Arngast guide les navires vers les différents ports de la baie.

## Structure et environs
La majeure partie de la baie est vasière. Les courants de marée dans son accès, le bras de mer de Jade, sont augmentés par un phénomène de résonance. Le débit du fleuve de Jade et des autres affluents est trop faible pour provoquer une réduction significative de la salinité. C'est la raison pour laquelle l'étendue, bien qu'étant l'embouchure d'un cours d'eau, est classée comme un bras de mer plutôt qu'un estuaire. Les terres qui la bordent forment un marais maritime plat. L'altitude de la péninsule entre la baie de Jade et l'estuaire de la Weser s'élève entre +1,2 m et -0,8 m par rapport au niveau moyen de la mer. Une petite colline de geest, appelée Dangast, située au sud-ouest, est la seule élévation du site.

## Histoire
À l'origine, l'aire de la baie de Jade était une région de tourbières, entourée par des marais maritimes, dont la surface s'est élevée petit à petit par sédimentation maritime. De Varel à la mer et à la bouche de la Weser se trouvait la république rurale frisonne de Rüstringen.

### Extension de la mer
Durant le Moyen Âge central, la baie fut générée par ondes de tempête. En 1219, la première inondation de la Saint-Marcel rompt la première grande digue, appelée le « Cercle d'Or » près de la Valve de Slicker. La baie fut agrandie par l'inondation de la Sainte-Lucie en 1287. La datation de l'extension vers le sud de la Friesische Balje (« rigole de la Frise ») fait l'objet de discussions.
Le premier bras d'eau communiquant avec la Weser naît avant 1319, peut être comme une bifurcation de la Weser. Il sépara l'île de Butjadingen du continent. Le marché de Aldessen sur la rive du sud de cette rivière d'Ahne fut mentionné la dernière fois en 1328.
Avec l'inondation de Saint-Cément en 1334, un second bras communicant naît, la Heete, qui est devenue une route navigable et était la nouvelle limite de Butjadingen. À sa jonction avec la Weser, la ville libre de Brême en 1407 édifia un fort, appelé Vredeborch (« château de la paix ») pour contrôler les Frisons.

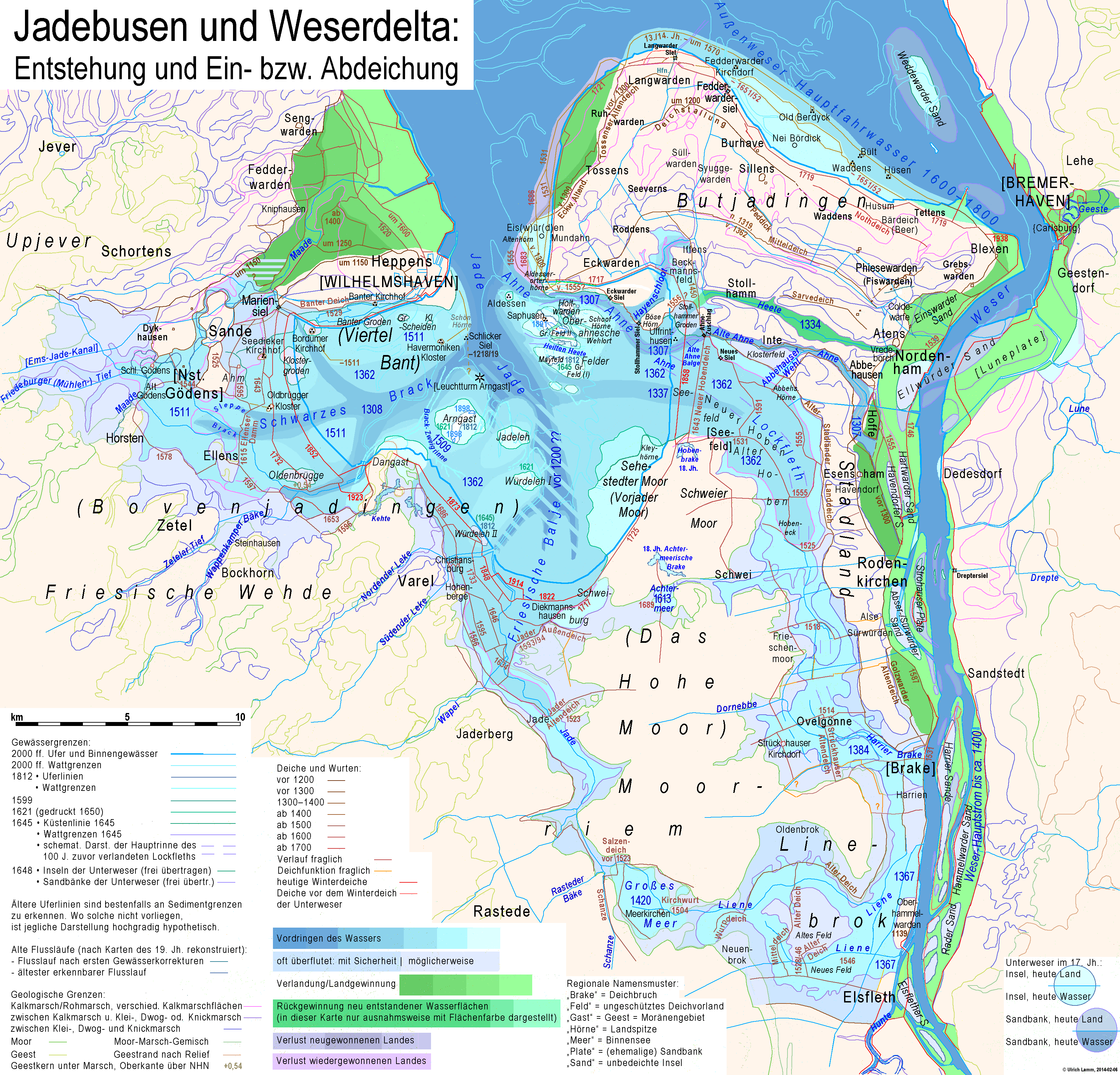
Développement de la baie de Jade et du delta temporaire de la Weser :
Légende :
• aires bleues = progression de l'eau (escalier des âges)
• aires vertes = progression de la terre (poldérisation) (escalier des âges)
• aires gris bleu pâle = inondations passagères (escalier de la probabilité)
• aires grise lilas = terre gagnée et depuis perdue (escalier des âges)
• aires émeraude (ou seulement marquées par les digues) = terre récupérée
• lignes marron à rouges = digues (escalier des âges)
• ligne large bleu foncé = côte actuelle
• ligne bleu clair = limite actuelle de l'estran
• ligne large bleu pâle = limite de l'estran environ 1810
• ligne lilas brunâtre = limite de l'estran environ 1645
• lignes vert clair, rosées et ocre = limites géologiques du sol
Termes :
Siel = valve de drainage
Hauptstrom, Hauptfahrwasser = bras principal
Insel = île
Sandbank = banc de sable
Marsch = marais maritime
Moor = tourbière
Toponymie régionale:
Brake = rupture d'une digue
Feld (« champ ») = terrain à l'extérieur des digues
Gast, Geest = moraines
Hörne (« corne ») = cap
Meer (comme en néerlandais) = lac
Plate = (ancienne) banc de sable
Sand (« sable ») = île sans digue
→ cette carte en projection lisible: • 33 % (216 dpi), • 50 % (144 dpi)

Après la seconde inondation de la Saint-Marcel en 1362, la mer s'étend à l'est des tourbières. Le Lockfleet naît. Avec l'extension de la baie de Jade, les courants de marée augmentent. Dans le même temps, en raison de l'extension de l'agriculture dans son bassin, la Weser s'ensable, ce qui augmente le danger des inondations fluviales. En 1384, au nord du village de Harrien la digue de la Weser rompit au niveau de l'actuelle ville de Brake, et le nouveau bras de la Weser a été relié avec le Lockfleet, provoquant des courants alternants entre la rivière et la baie. Le Lockfleet, la Weser et l'Ahne provoquèrent la création d'une île nouvelle, le Stadland.
Depuis 1420 s'ouvrit une rigole des inondations entre Elsfleth par un lac appelé Grosses Meer (« grand lac ») au coin méridional de la baie de Jade.
La baie prit son extension plus grande depuis l'inondation des Saints Cosme et Damien en 1509 et l'inondation de Saint-Antione les 16 et 17 janvier 1511. Depuis ce temps le Schwarzes Brack (« rupture noire ») s'étend à l'ouest jusqu'au comté de Frise orientale.

### Contrôle par le comté d'Oldenbourg

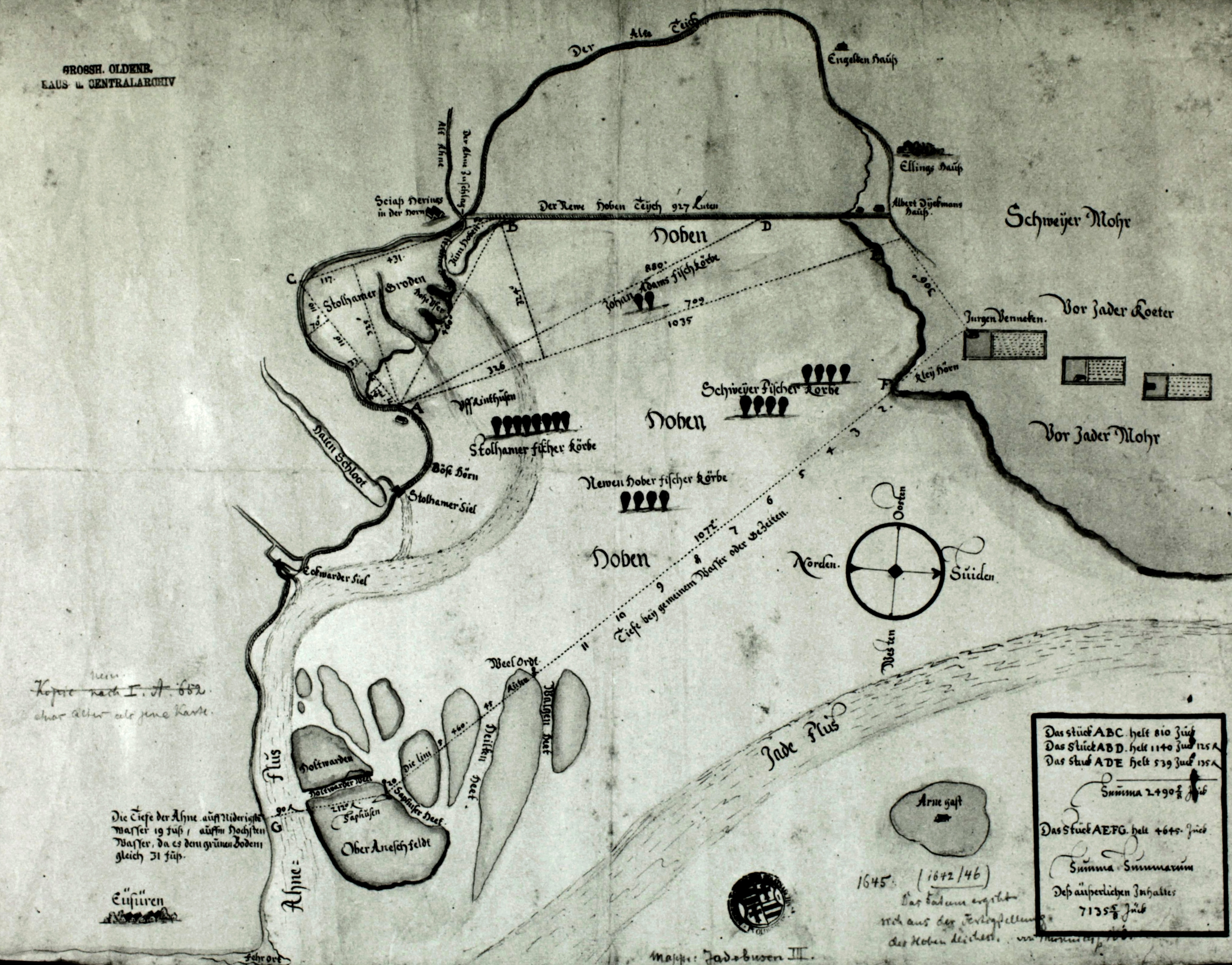
La digue de 1643 et des îles, carte de 1645 (l'est en haut)

Les pertes d'hommes, de terrain et des ressources par les inondations fréquentes affaiblirent les communes frisonnes. En 1515 les comtes  d'Oldenbourg soumirent le Butjadingen et le Stadland. Dans la même année ils barrèrent le Lockfleet par une digue et au centre de la digue construisirent le fort d'Ovelgönne .
Jusqu'à 1531 la moitié de l'aire du Lockfleet fut récupérée, la mise en culture du reste nécessita plus d'un siècle.
Depuis 1588, La seigneurie de Jever était associée avec Oldenbourg. En 1596, les comtes d'Oldenbourg commencèrent à générer une communication territoriale par la construction d'une digue traversant le Schwarzes Brack. Les Comtes de Frise orientale voulurent maintenir son accès a la baie de Jade. Sur ce sujet il y eut un long procès à la Chambre impériale. En 1616, avant la fin du procès, la digue fut complétée.
Pas à pas, les lignes des digues avançaient vers la baie, avec problèmes et catastrophes répétés, spécialement en hiver et spécialement en terrains de tourbière, où les digues étaient fragiles.

### Wilhelmshaven
En 1853, le royaume de Prusse acheta au Grand-duché d'Oldenbourg le terrain du village de Heppens (où se trouvait l'ancien Fort Heppens) pour y construire son grand port militaire de Wilhelmshaven.
Une condition essentielle de l'existence du port était la profonde fosse maritime naturelle, régulièrement creusée par les forts courants de marée. Alors, en 1885, est promulguée une loi du port impérial de la guerre, qui interdit de continuer la poldérisation sur les côtes et la protection des dernières îles.
Après 1945, le port militaire fut converti en un port d'acheminement de pétrole. Depuis 2008, à l'entrée de la baie, le port de Jade Weser est en construction.

## Conservation

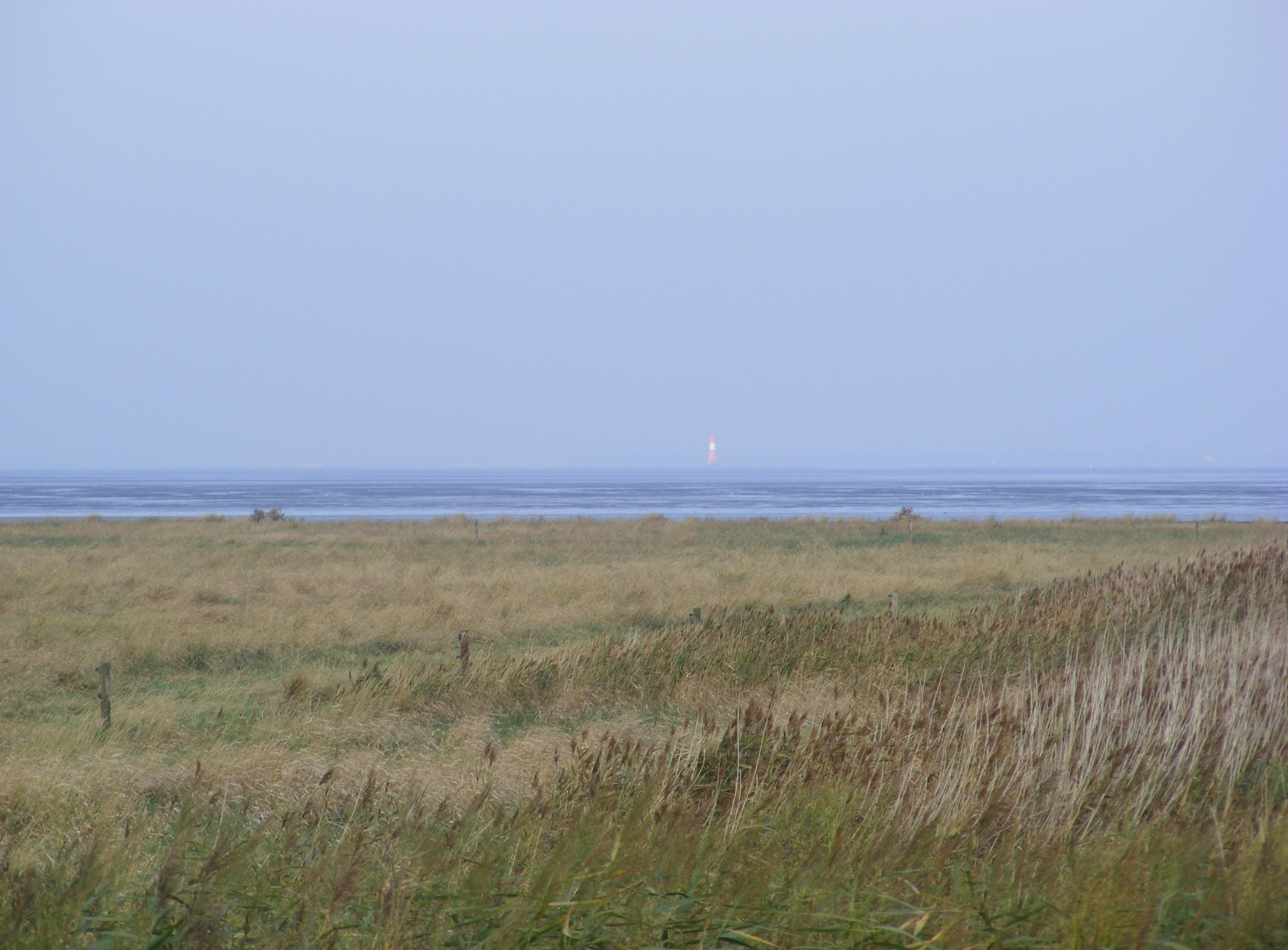
Les prés devant la digue font partie du parc national

Plus de la moitié de l'aire de la baie de Jade fait partie du parc national de la Mer des Wadden de Basse-Saxe.